# Nerópolis
Nerópolis là một đô thị thuộc bang Goiás, Brasil. Đô thị này có diện tích 204,216 km², dân số năm 2007 là 22710 người, mật độ 111,2 người/km².